# Burgstall Hacburg
Der Burgstall Hacburg ist eine abgegangene Adelsburg, die über dem Pfarrdorf Happurg im mittelfränkischen Landkreis Nürnberger Land in Bayern, Deutschland liegt. Die Burg ist heute fast vollkommen abgegangen, nur noch sehr wenige Reste wie der in den Fels gehauene Graben zeugen von ihr.

## Geographische Lage
Der Burgstall der Spornburg befindet sich im zentralen Bereich der Hersbrucker Alb, einem Teil der Frankenalb, an der Spitze eines Hangspornes des Bocksberges in etwa 460 m ü. NHN Höhe. Der Bocksberg erstreckt sich vom weiter ansteigenden Gelände auf der östlichen Seite aus nach Nordwesten, nördlich wird er von einem Klingental begrenzt, an der West- und Südseite fällt er etwa 100 Meter in das hier schon weite Tal des Happurger Baches ab. Die Stelle der abgegangenen Burg liegt etwa 380 Meter östlich der evangelischen Pfarrkirche St. Maria und Georg in Happurg, oder etwa 29,5 Kilometer östlich von Nürnberg.
In der Nähe befinden sich noch weitere ehemalige mittelalterliche Burgen, etwa 1,5 Kilometer nordwestlich befindet sich der Turmhügel Hundsdruck. In nordnordöstlicher Richtung liegt die Burgruine Lichtenstein und etwas weiter der Turmhügel Purkstal, östlich bzw. südöstlich der Burgstall Altes Haus und die Burg Reicheneck.

## Geschichte der Burg
Über die Burg ist bis heute keine urkundliche Erwähnung bekannt, auch ihr ursprüngliche Name oder ihr Erbauer sind völlig unbekannt.
Aus dem Jahr 1838 berichtete Wolfgang Wörlein von heute verschwundenen „Bruchsteinen, mit einer Masse schneeweißen porösen Mauerkalks kittenfest verbunden“ an der Burgstelle. Außerdem vermutete er, dass die Burg wohl durch einen Brand vernichtet wurde, da er an den Steinen deutliche Spuren eines Feuers fand.
Aufgrund der ungünstigen Lage im Gelände und der ungewöhnlichen Anordnung von Vor- und Hauptburg folgert Walter Heinz, dass es sich bei der Hacburg um eine sehr frühe Spornburg handelte. Die Aufgabe der Burg könnte nach Heinz die Überwachung einer Altstraße, die vom oberpfälzischen Kastl über Lauterhofen und Schupf nach Hersbruck und weiter nach Forchheim führte, gewesen sein.
Heute ist die Stelle der abgegangenen Burg dicht bewaldet, erhalten hat sich nur der Burggraben. Der jederzeit frei zugängliche Burgstall ist von der sogenannten Hunnenschlucht von Happurg aus zu erreichen. Im Bereich des Burgstalls wurde eine Informationstafel aufgestellt.
Das vom Bayerischen Landesamt für Denkmalpflege als „Mittelalterlicher Burgstall“ erfasste Bodendenkmal trägt die Denkmalnummer D-5-6534-0013.

## Beschreibung des Burgstalls
Die ehemalige Höhenburg befindet sich an der Spitze eines stumpfen Hangspornes, der nach Norden und Westen steil ins Tal abfällt, und nach Süden langsam im Hang ausläuft. Die Ostseite geht erst in ebenes Gelände über und steigt dann bis zum höchsten Punkt des Beges in 616,6 m ü. NHN Höhe an. Auf dieser Seite musste die Burg durch einen Halsgraben geschützt werden.
Die Lage der Spornburg ist ungewöhnlich, denn statt die Hauptburg an die von Natur aus am besten geschützten Lage an der Spornspitze zu setzen, und anschließend die Vorburg einem möglichen Angreifer entgegenzustellen, wurden beide Burgteile nebeneinander auf den breiten Sporn angeordnet. Die Burg bot so, zusätzlich zu der sehr schlechten fortifikatorischen Lage durch das überhöhte Vorgelände, auch noch eine sehr breite Angriffsfläche.
Die etwa rechteckige Burgfläche mit den Maßen von 36 × 15 Meter wurde von einem 48 Meter langen und geradlinigen Halsgraben vom Berg abgetrennt. Dieser Sohlgraben ist heute noch etwa maximal fünf Meter tief und war wohl an der Sohle ebenso breit, am Grabenkamm maß er fast 9 Meter. Abraumhügel sind heute nicht mehr zu sehen, sie sind wohl durch den steilen Geländeabfall im Laufe der Jahrhunderte in die Tiefe gerutscht.
Auf dem südlichen Teil des Burggeländes befand sich die Vorburg oder ein Vorhof, diese trapezförmige Fläche war etwa 16 Meter lang und maximal ebenso breit. Nach einer zwei Meter hohen Geländestufe folgte auf der Nordseite die ebenfalls trapezförmige Fläche der etwa 16 × 12 Meter großen Hauptburg. Mauerreste oder Bebauungsspuren einstiger Gebäude sind heute nicht mehr zu sehen.